# Żłobin Zachodni
Żłobin Zachodni (biał. Жлобін-Заходні; ros. Жлобин-Западный) – posterunek ruchu (posterunek wyprzedzania) i przystanek kolejowy w miejscowości Żłobin, w rejonie żłobińskim, w obwodzie homelskim, na Białorusi. Położony jest na linii Homel - Żłobin - Mińsk.